# Gaston Frommel
 (avril 2022).
Pour les articles homonymes, voir Frommel.
Gaston Frommel, né le 25 novembre 1862 à Altkirch (Haut-Rhin) et mort à Genève le 18 mai 1906 est un pasteur et théologien protestant franco-suisse. Il est professeur à la faculté de théologie de l'université de Genève.

## Biographie
Sa famille, originaire d'Alsace, s'installe en Suisse après la guerre de 1870. Il est docteur de la faculté de théologie protestante de Paris (1888).

## Orientations théologiques
Comme Vinet, il a tiré sa philosophie de la religion d'une expérience particulièrement profonde de l'Évangile du Christ comme répondant aux exigences de la conscience morale ; mais il a développé encore plus loin que Vinet l'analyse psychologique de la conscience et la méthode de vérification de chaque doctrine par référence directe à l'expérience spirituelle. Tous deux ont fait de l'individualité morale ou de la personnalité la couronne et le critère de la réalité, estimant que sa corrélation avec le christianisme, à la fois historiquement et philosophiquement, était la plus intime. Mais alors que Vinet mettait le plus l'accent sur la liberté de l'autorité humaine essentielle à la conscience morale, les besoins changés de l'époque ont amené Frommel à développer plutôt l'aspect de la dépendance de l'homme en tant qu'être moral sur l'initiative spirituelle de Dieu, « la nature conditionnelle de sa liberté ». « La liberté n'est pas la caractéristique première, mais secondaire » de la conscience ; « avant d'être libre, c'est le sujet d'obligation ». De cela dépend son objectivité en tant que véritable révélation de la Volonté Divine.[réf. nécessaire]
Ainsi, il prétendait qu'une analyse plus approfondie portait au-delà de la subjectivité humaine présente même dans l'impératif catégorique de Kant, puisque la conscience de l'obligation était « une expérience imposée sous le mode de l'absolu ». Par son utilisation de l'imposé, Frommel a souligné la priorité du sentiment d'obligation de l'homme envers sa conscience de soi ou de Dieu. Ici, il a fait appel à la psychologie actuelle du subconscient pour confirmer son analyse, par laquelle il prétendait transcender le simple intellectualisme. Dans son langage sur ce point fondamental, il était peut-être trop jaloux d'admettre un élément idéal comme implicite dans le sentiment d'obligation. Pourtant, il réussit bien à insister sur la priorité à la pensée consciente de soi comme marque d'objectivité métaphysique dans le cas de l'expérience morale, non moins que physique. De plus, il a trouvé dans la révélation chrétienne les mêmes caractéristiques qui appartenaient à la révélation universelle impliquée dans la conscience, à savoir l'initiative souveraine de Dieu et son action vivante dans l'histoire. De ce point de vue, il plaide contre un type de religion décrit comme purement psychologique (qu'il nomme l'« agnosticisme religieux ») - tendance dans laquelle il range même Auguste Sabatier et le symbolofidéisme de l'école de Paris - qui revient selon lui à abandonner une foi réelle et unificatrice. Son influence sur les hommes, en particulier la classe étudiante, a été grandement renforcée par la force religieuse et le charme de sa personnalité. Enfin, comme Vinet, il était un homme de lettres et un critique pénétrant des hommes et des systèmes.[réf. nécessaire]

## Publications
- Études morales et religieuses
- Lettres et pensées
- La vérité humaine
- Études de théologie moderne
- Études littéraires et morales
- Études religieuses et sociales
- Vinet théologien
- La Foi, étude de psychologie religieuse
- Le Danger moral de l'évolutionnisme religieux
- Introduction à l'histoire des dogmes : les origines, les faits, le critère
- De Calvin à Vinet, histoire du principe de l'individualisme
- Esquisses contemporaines
- Étude sur la conscience morale et religieuse